# Léon Alègre
Pour les articles homonymes, voir Alègre.
Léon Alègre, né le 14 décembre 1813 à Bagnols-sur-Cèze et mort le 27 novembre 1884 dans sa ville natale, est un peintre, illustrateur, historien régionaliste et collectionneur d'œuvres d'art français.
Il fonde le premier musée cantonal de France à Bagnols-sur-Cèze en 1859 à partir de ses collections personnelles.

## Biographie
Léon Alègre, issu d’une famille de teinturiers, poursuit ses études, d’abord au collège de Bagnols-sur-Cèze, puis au collège de Montélimar, qu’il abandonne en classe de 4e pour aider son père à la teinturerie, en 1830,. Il continue seul son instruction. Son grand-père collectionneur lui transmet l’amour de l’art. Il suit les cours de dessin de Joseph Lacroix (1789-1852), artiste établi à Bagnols. 
En 1835, il fait un voyage à Paris qui est révélateur tant du point de vue artistique que dans la découverte de domaines qu'il n'aura de cesse d'explorer toute sa vie. Il fréquente la société parisienne, en se nouant au professeur des enfants de Louis-Philippe, Victor Duruy. Il fait ses premiers pas dans le domaine de l'archéologie par la lecture d'Arcisse de Caumont. Attiré par les antiquités et la peinture, il voyage en Normandie et devient portraitiste pour subvenir à ses besoins. Désireux de découvrir l'Angleterre si proche, l'atelier familial, effrayé par tant de pérégrinations, le rappelle. De retour à Bagnols-sur-Cèze, Léon Alègre se marie en 1837. Meilleur dessinateur que peintre, il parcourt la région avec ses carnets et ouvre même une classe de dessin au collège de sa ville.
En 1848, l'artisanat de la teinturerie décline face aux évolutions des procédés de la chimie en industries. Léon Alègre acquiert les techniques du dessin et de la peinture. Il est l'élève de B. Reboul puis de Numa Boucoiran (1805-1875) à Avignon. À Paris, il continue ses études artistiques dans l'atelier des Flandrin où il effectue un travail de copie. De retour à Bagnols, ces acquits lui permettent de vivre de ce métier, tout en continuant à se consacrer à divers domaines du savoir.

### La Société de Bienfaisance
Dans la lignée d’Henri Dunant, fondateur de la Société de Secours aux blessés militaires, Léon Alègre organise une antenne bagnolaise, la « Société de Bienfaisance ». C’est au début de la Guerre franco-allemande de 1870 que se réunit pour la première fois ce comité. Sa première action est l’envoi de vin du Midi destiné en priorité aux soldats et blessés de Strasbourg. Elle est constituée par Léon Alègre, président, Auguste Mallet, médecin et Cabrol, notaire, trésoriers, Naud, secrétaire. Toute la ville se mobilise. Les ouvrières des filatures offrent aussi une journée de travail et le produit en est de 300 francs. Avec le soutien de la municipalité, 118 prisonniers de guerre en Prusse, reçoivent des aides. Auguste Mallet crée aussi une ambulance, représentant un « hôpital de campagne », une infirmerie ou un véhicule (ambulance mobile).
Le Bureau de bienfaisance existait déjà en 1846 avec l’aide des Dames de Nevers. Léon Alègre en est le receveur municipal spécial et en gère en particulier les recettes. Il s'agit principalement de venir en aide aux Gardes mobiles, recrutés en septembre, encore sur place. Le Comité se réunit plusieurs fois par semaine pour étudier la situation des familles les plus pauvres. Pour augmenter ses ressources des quêtes et des collectes sont organisées, 29 familles sont ainsi secourues. Léon Alègre souhaite « éteindre la mendicité à Bagnols, il faut se hâter d’organiser une caisse de dons charitables, afin de sauver ceux de nos compatriotes de la ville qui sont sans travail et sans pain ». Il attribue une subvention de 300 francs aux victimes d’une des inondations du cours d'eau de la Cèze.

### La création de la bibliothèque-musée
En 1859, Léon Alègre crée la première bibliothèque musée cantonale de France,. D'abord installée dans un local exigu appartenant à la mairie situé en haut de la place du marché, c'est en 1868 que les collections de la bibliothèque-musée prennent place au deuxième étage de l'hôtel Madier (mairie actuelle). Après le legs du docteur Mallet de son hôtel particulier en 1879, la bibliothèque devient distincte du musée et s'installe à l'hôtel Mallet.
Les collections de la bibliothèque s’enrichissent aux fils de dons et de legs. À la disparition de Léon Alègre, son ami Léopold Truphémus puis sa fille Marie Garidel-Alègre prennent la succession de la conservation. La bibliothèque, devenue médiathèque municipale Léon-Alègre, est transférée à l'Espace Saint-Gilles en 2001.
Le musée, installé dans huit salles du deuxième étage de l'hôtel de ville, a une vocation « encyclopédique ». Fondé à partir des collections personnelles de Léon Alègre, on y côtoie des tableaux, des dessins mais aussi des fossiles, des animaux empaillés, des machines à vapeur ou en encore vestiges antiques.
Le musée a connu une nouvelle dimension lorsqu'Albert André en est devenu le conservateur en 1917 et a choisi de privilégier l'accrochage d'œuvres contemporaines pour représenter les liens d'amitié avec de nombreux artistes et collectionneurs, notamment Auguste Renoir (1841-1919) avec lequel il est fortement lié ou encore le critique d'art George Besson (1882-1971). Albert André fonde ainsi le premier musée d'art contemporain de province, véritable musée de l'amitié.

### Le Félibrige
« Le soir de dimanche, j’avais rendez-vous avec les félibres… Nous avons dîné avec Mistral et Mathieu. Ce dernier va publier ses poésies et le jour où son ouvrage paraîtra, il nous paye un bon dîné… [sic] un repas anacréontique — homme seul s’entend — un repas antique où tous les poètes seront couronnés de lierre… nous avons beaucoup ri. Le lundi matin Mistral a posé. J’ai presque achevé sa tête… Mais à l’année prochaine ! Mistral devient bienfaiteur de la bibliothèque, il m’a donné des médailles antiques »

— Léon Alègre, lettre envoyée à sa fille Marie, le 27 février 1861.
Depuis cette rencontre Frédéric Mistral et Léon Alègre deviendront amis, une correspondance entre eux est conservée à la médiathèque Léon-Alègre. Frédéric Mistral viendra visiter la bibliothèque-musée et signera son livre d’or. Il se lie d’amitié avec les autres fondateurs du Félibrige comme Joseph Roumanille et Théodore Aubanel. Certains de ses poèmes en langue provençale sont édités dans l’Armana Prouvençau publié à Avignon par Roumanille,,,.
En outre, il est fait mainteneur du Félibrige en 1877.

### La crèche
En 1878, Léon Alègre a l’idée de faire créer une crèche où les ouvrières des filatures de soie pourraient laisser leurs enfants pendant leur journée de travail. Elle serait installée grâce à l’initiative privée et placée soit à la maison de Charité, soit au-dessus de la Salle d’Asile. Il propose que la quête à la mairie, lors des mariages, participe à son fonctionnement. Sa réalisation sera pour plus tard. Eugénie Thome, femme de Joseph Thome, subventionnera ce projet pour qu’il voie le jour en 1889.

### Dernières années
Souffrant de maladie depuis 1875, Léon Alègre meurt le 27 novembre 1884, dans sa maison de Bagnols-sur-Cèze. Ses funérailles sont célébrées aux frais de la ville, le 29 novembre 1884.

## Distinctions
- 1881 : Léon Alègre est promu officier de l'Instruction publique[2], pour sa création de bibliothèque pédagogique dans les écoles primaires, son initiative auprès des instituteurs ;
- 1882 : le musée Léon-Alègre reçoit le prix Wickham pour la fondation du premier musée cantonal de France[14] ;
- 1883 : chevalier de la Légion d'honneur, le 13 juillet[15]. Une réception à la mairie fut organisée le 23 août de la même année.

## Membre de sociétés savantes
Léon Alègre est inscrit dans différentes sociétés savantes, dont, :
- s.d. : Académie de Nîmes, Académie du Vaucluse, Société française d'archéologie pour la conservation des monuments historiques… ;
- 1865 et 1866 : Comité des travaux historiques et scientifiques (CTHS), membre correspondant ;
- 1868 : Commission de topographie des Gaules, membre correspondant.

## Publications

### En tant qu'auteur
- Notice historique sur le Pont-Saint-Esprit (rapport adressé à la Société française d'archéologie pour la conservation des monuments historiques), Nîmes, C. Lacour, coll. « Rediviva » (réimpr. 1996 et 2007) (1re éd. 1854), 56 p., 21 cm (ISBN 2-86971-377-0 et 978-2-86971-377-2, OCLC 495226286, BNF 35825185, SUDOC 135643457, présentation en ligne).
- Monuments celtiques du Gard : Camp de César (Laudun-l'Ardoise) (texte et dessins couronnés par l'Académie de Nîmes[16]) (36 planches de lavis), Musée Léon-Alègre, 1862 (présentation en ligne).
- Le Camp de César de Laudun près Bagnols (Gard) (Extrait d'une note lue), s.l., s.n., 1866, 9 p. (OCLC 25652679, SUDOC 023131519, présentation en ligne).
- Les œuvres de bienfaisance à Bagnols (Gard) depuis le mois d'août 1870 jusqu'au 1er avril 1871, Bagnols, Vve Alban, 1871, 21 p., in-8° (OCLC 494417103, SUDOC 106527665, présentation en ligne).
- La Baronnie de Bagnols (préf. Jacques Bonnaud (1929-2017), de 1100 à 1814) (Extrait de la Revue du Midi), Nîmes, C. Lacour, coll. « Rediviva » (réimpr. 1908 et 1990) (1re éd. 1872), 156 p., 21 cm (ISBN 2-86971-174-3 et 978-2-86971-174-7, OCLC 462201701, BNF 35092233, SUDOC 012910511, présentation en ligne, lire en ligne).
- Notices biographiques du Gard (canton de Bagnols-sur-Cèze) (14 décembre 1876), vol. 2, Bagnols, A. Baile, 1880, 312 et 324 p., in-8° (OCLC 1243921413, BNF 30008998, SUDOC 098313282, présentation en ligne) [lire en ligne (Tome 1)] et [lire en ligne (Tome 2)].
- Levi Ben Gerson, philosophe, astronome et médecin, né à Bagnols en 1288, mort à Perpignan vers 1370 (Tiré à part de : Notices biographiques du Gard), Bagnols, A. Baile, 1880, 19 p., 25 cm (OCLC 491743405, SUDOC 08537153X, présentation en ligne, lire en ligne).
- Bagnols en 1787, Bagnols, Vve A. Roche, Livre de Cèze (réimpr. 1984) (1re éd. 1887), XXXVI, 339, 18 cm (ISBN 2-905041-01-3 et 978-2-905041-01-2, OCLC 799084811, BNF 34777825, SUDOC 007874723, présentation en ligne).

### En tant qu'illustrateur
- Joseph-Dominique Magalon (1794-1867) (ill. Alègre), Album pittoresque du Gard (Arrondissement d'Azès), Paris / Bagnols, Dolin, Libraire et Alban Broche, Imprimeur-Éditeur, 1842, 99 p., 20 × 27 cm (OCLC 31875132, BNF 44729013, SUDOC 032440731, présentation en ligne, lire en ligne).
- Lionel d'Albiousse (1827-1919) (ill. Alègre[17]), Guide archéologique dans la crypte d'Uzès : monument chrétien des premiers siècles de l'Église, Nîmes, C. Lacour, coll. « Rediviva » (réimpr. 2002) (1re éd. 1879), 78 p., 21 cm (ISBN 2-84149-285-0 et 978-2-84149-285-5, OCLC 31974493, BNF 38973885, SUDOC 032889550, présentation en ligne).

## Hommage
À Bagnols-sur-Cèze, la municipalité de la commune renomme la « rue du ruisseau (ou rieu) » au nom de l'artiste,.